# 김용배 (1895년)
김용배(金龍培, 1895년 ~ 1961년)는 한국의 철학자이다. 호는 만학(晩學), 자연(自然).
경기도 광주 출신으로 고향에서 한학을 배웠으며, 1937년에 만학으로 경성제국대학에 입학하여 동양철학과 서양철학을 모두 전공하고 졸업하였다. 졸업 이후 경성제국대학 예과와 혜화전문학교에 강사로 출강하다가 1947년 동국대학 교수가 되었다. 그는 만물을 에네르기·원기(原氣)로 설명하는 고유의 철학 사상을 전개하였다. 저서로 『철학신강』(1947)·『미학예술론』(1948)·『예술의 근본문제(문화독본)』(1948)·『최신과학적 세계관』(1956)·『동양철학사대관』(1956) 등이 있다.